# Allium nebrodense
Allium nebrodense är en amaryllisväxtart som beskrevs av Giovanni Gussone. Allium nebrodense ingår i släktet lökar, och familjen amaryllisväxter.
Artens utbredningsområde är Sicilien. Inga underarter finns listade i Catalogue of Life.